# 증평 연병호 생가
증평 연병호 생가(曾坪 延秉昊 生家)는 대한민국 충청북도 증평군 도안면에 석곡리에 있는, 독립운동가 연병호의 생가이다. 2002년 1월 11일 충청북도의 기념물 제122호로 지정되었다.

## 개요
이 집은 독립운동가인 연병호의 생가로 정면 3칸, 측면 3칸의 작은 초가집으로 건립되었다. 그 후 지붕 등 일부의 모습이 변형되었다가 1986년에 옛 모습을 고증하여 복원하였다. 1996년과 1998년에 생가보수사업이 추진되어 영당과 삼문이 건립됨으로써 사적지로서의 모습을 갖추게 되었다.
연병호의 자는 순서, 호는 원명이다. 맏형인 병환을 뒤따라 중국으로 망명길에 올랐다가 1919년 상해임시정부 수립 후 조국에 돌아와 임시정부 후원과 국제외교를 위해 청년외교단을 조직하였다. 1921년 다시 중국으로 망명해 북경에서 독립혁명당을 조직했으며, 이듬해 상해임시정부 의정원의원에 피선되었다. 1937년 일본 관헌에게 체포되어 조선총독부로 인계된 후 8년형을 선고받고 대전과 공주감옥 등에서 옥고를 치렀다. 1948년 제헌국회의원과 1950년 제2대 국회의원을 지냈고, 제헌의원 시절 국호를 '대한민국'으로 할 것을 강력히 주장해 관철시켰다. 1963년 석곡리 생가에서 타계했으며, 그 해 3월 대한민국 건국공로훈장 단장을 추서했다.

## 같이 보기
- 연병호

## 참고 자료
- 증평 연병호 생가 - 국가유산청 국가유산포털